# Cotylidia komabensis
Cotylidia komabensis är en svampart som först beskrevs av Henn., och fick sitt nu gällande namn av D.A. Reid 1965. Cotylidia komabensis ingår i släktet Cotylidia, klassen Agaricomycetes, divisionen basidiesvampar och riket svampar.   Inga underarter finns listade i Catalogue of Life.